# 船曳鴻紅
船曳 鴻紅（ふなびき こうこ、1947年10月3日 - ）は、デザイン・コンサルタント。日本デザインコンサルタント協会代表。
文化人類学者で東京大学大学院総合文化研究科名誉教授の船曳建夫は夫。建築家の船曳桜子、映画監督の船曳真珠は娘。

## 経歴
- 1947年 - 埼玉県川越市に生まれる[1]
- 1966年 - 東洋英和女学院高等部卒業
- 1972年 - 東京大学文学部社会学科卒業
- 1973年 - 船曳建夫と結婚
- 1988年 - International Field Service（IFS）代表就任
- 1989-1995年 Oxford Rewley House Association 代表
- 1989年 - 株式会社東京デザインセンター設立、取締役副社長就任
- 1994-2024年 -株式会社東京デザインセンター代表取締役社長就任
- 1996-2009年 - 通産省認定グッドデザイン賞（Gマーク）審査委員
- 1998年 -　日本デザインコンサルタント協会代表就任
- 2000-2002年 - 朝日新聞社衛星放送番組審議委員
- 2000-2001年 - Gマーク審査委員会副委員長
- 2003-2005年 - アセアンGマーク審査委員
- 2002-2010年 - 金沢市卯辰山工芸工房講師
- 2002-2004年 - 建築設備協会「環境・設備デザイン賞」審査員
- 2008-2014年 - 桑沢学園（東京造形大学）評議員
- 2009-2010年 - 内閣府行政刷新会議 事業仕分け評価者
- 2010-2011年 - 経産省・厚労省・文科省・外務省 事業仕分け評価者
- 2008年 - 桑沢学園（東京造形大学）評議員に就任
- 2010年-2012年 - 愛知県立芸術大学客員教授
- 2011年 - 武蔵野美術大学評議員に就任
- 2013年7月 - 第23回参議院議員通常選挙にみんなの党公認で比例区から出馬するも、落選。
- 2014年 - 池田山住環境協議会代表就任
- 2017-18年 – 林野庁林政審議会委員
- 2023年 – 日本家具産業振興会監事就任

## 著書
- 『デザインが日本の未来を創る』（共著、ジャパンライフデザインシステムズ発行、2013年6月20日）
- メイド・イン・ニッポン 日本の資産「技」を生かす』（編著、デザインブックス発行、2006年8月24日）